# Natalie Lisinska
Natalie Lisinska (Shrewsbury, 11 gennaio 1982) è un'attrice britannica naturalizzata canadese.

## Filmografia parziale

### Cinema
- Young People Fucking, regia di Martin Gero (2007)
- Chloe - Tra seduzione e inganno (Chloe), regia di Atom Egoyan (2009)
- Total Recall - Atto di forza (Total Recall), regia di Len Wiseman (2012)
- Shelby - Il cane che salvò il Natale (Shelby), regia di Brian K. Roberts (2014)

### Televisione
- At the Hotel - serie TV, 6 episodi (2006)
- Il mistero della porta accanto (The House Next Door) - film TV (2006)
- Fairfield Road, regia di David Weaver - film TV (2010)
- A pesca di amore (Real Love) - film TV (2011)
- InSecurity - serie TV, 23 episodi (2011)
- Babysitter per Natale (Baby's First Christmas) - film TV (2012)
- Ride - serie TV, 20 episodi (2016)
- Anna dai capelli rossi - Promesse e giuramenti (L.M. Montgomery's Anne of Green Gables: The Good Stars) - film TV (2017)
- Segreti in famiglia (Mommy's Little Boy) - film TV (2017)
- Orphan Black - serie TV, 7 episodi (2013-2017)
- Anna dai capelli rossi - In pace con il mondo (L.M. Montgomery's Anne of Green Gables: Fire & Dew) - film TV (2017)
- Natale ad Angel Falls (Christmas in Angel Falls) - film TV (2017)
- Strana squadra (Odd Squad) - serie TV, 5 episodi (2016-2021)
- Natale a Washington (Christmas in Washington) - film TV (2021)
- Al lago con papà (The Lake) - serie TV, 15 episodi (2022-2023)
- Transplant - serie TV, episodio 2x05 (2022)

## Doppiatrici italiane
Nelle versioni in italiano delle opere in cui ha recitato, Natalie Lisinska è stata doppiata da:
- Francesca Manicone in Orphan Black (st. 1, ep.2x02), Al lago con papà
- Mattea Serpelloni in Anna dai capelli rossi - In pace con il mondo, Segreti in famiglia
- Perla Liberatori in Young People Fucking
- Ilaria Latini in Fairfield Road
- Valentina Mari in Orphan Black (ep. 5x03)
- Jessica Bologna in Shelby - Il cane che salvò il Natale
- Emilia Costa in The Expanse
- Tiziana Avarista in Northern Rescue
- Lilli Manzini in Natale a Washington
- Federica De Bortoli in Transplant